# لیندا اسمیت
لیندا اسمیت (Linda Smith) (متولد ۱۶ ژوئیه ۱۹۶۰)،‏ عضو حزب جمهوری‌خواه آمریکا است که از سال ۱۹۹۵ الی ۱۹۹۹ نماینده حوزه انتخابیه سوم واشینگتن بود. او همچنین نامزد ناموفق جمهوری‌خواه برای کسب سمت سنای ایالات متحده آمریکا در سال ۱۹۹۸ به حساب می‌آید که انتخابات را به پتی موری دموکرات واگذار کرد. او پس از خداحافظی از دنیای سیاست سازمان «امید بین‌المللی مشترک» (Shared Hope International)، سازمان غیرانتفاعی متمرکز بر پایان قاچاق جنسی در سطح کوچک را تأسیس نمود. پس از ایجاد این سازمان، اسمیت به نمایندگی از قربانیان قاچاق جنسی در سراسر جهان و داخل ایالات متحده آمریکا کار کرده است.

## اوایل زندگی شخصی
اسمیت در یک خانواده طبقه کارگر بزرگ شد. پدرش خانواده را رها کرد و مادرش بار دوم با یک مکانیک ازدواج کرد و سپس خانواده آن‌ها به ونکوور، واشینگتن عزیمت کردند. اسمیت یک خواهر بزرگ، دوخواهر کوچک و دو برادر کوچک دارد. او در دبیرستان عالی، شغل نیمه روز داشت و به عنوان میوه‌چین و کارمند کودکستان کار می‌کرد. اسمیت گفت: «احساس کردم در ۱۷ سالگی بیش از سایر مردم زندگی کرده‌ام». او هنگامی‌که ۲۴ سال سن داشت، مادرش بر اثر ابتلاء به مرض سرطان درگذشت و دو برادر کوچک‌ترش را در خانه‌اش تنها گذاشت.
او در سال ۱۹۶۸ با ورن اسمیت، یک مهندس جوان کوکوموتیو ازدواج کرد و صاحب دو فرزند شد. اسمست مدیر برخی از دفاتر مالیاتی مستقل در جنوب واشینگتن بود و اکنون در ونکوور زندگی می‌کند و دو فرزند و شش و نوه دارد.

## فعالیت سیاسی
اسمیت فعالیت سیاسی خود را در یک انتخابات ویژه در سال ۱۹۸۳ آغاز نمود و در آن یکی از اعضای فعلی حزب دموکرات را شکست داد و کرسی مجلس نمایندگان واشینگتن را به‌دست‌آورد. او در سال ۱۹۸۷ به مجلس سنای ایالت راه یافت و کنترل آن کرسی را به جمهوری‌خواهان داد و تا زمانی‌که حامیان او کارزار نامزد نوشتنی سال ۱۹۹۴ را برای انتخاب‌اش در حوزه انتخابیه سوم واشینگتن به‌راه انداختند، در آنجا باقی ماند. سپس تیم مویر، نامزد جمهوری‌خواه بی‌درنگ از رقابت کنار زده شد. اسمیت کارزار ۱۹ روزه مردمی را به‌راه انداخت که باعث شکست تنها نامزد جمهوری‌خواه فهرست شده در ورق ابتدایی رأی دهی شد. او پس از کسب سهم در ورق انتخابات به عنوان نامزد جمهوری‌خواه از طریق کارزار نامزد نوشتنی، در انتخابات شرکت کرد و در ماه سپتامبر جولین آنسولد، دموکرات نماینده دموکرات سه دوره‌ایی را شکست داد. او در انتخابات مجدد سال ۱۹۹۶ با تفاوت اندک و با کسب تنها ۱۱۳ رأی برایان بیرد دموکرات را شکست داد.
اسمیت به دلیل موضع قوی حامی زندگی و تمایلات نابسامانش، از قبیل؛ مخالفت با تعدیل بودجه متوازن و حمایت از کارزار اصلاحات مالی معروف بود. او همچنین یکی از ۹ نماینده جمهوری‌خواه مجلس نمایندگان بود که در اوایل سال ۱۹۹۷ علیه نیوت گینگریج، رئیس مجلس نمایندگان رأی داد. علاوه بر این، اسمیت به‌خاطر مخالفت با حقوق همجنس‌گرایان و پنداشتن همجنس‌گرایی به عنوان «گرایش نامناسب اخلاقی» بیشتر شهرت داشت.
اسمیت در سال ۱۹۹۷، یکی از هجده جمهوری‌خواه در مجلس نمایندگان بود که از قطع‌نامه‌ای باب بار حمایت کرد؛ قطع‌نامه‌ای که در آن خواستار آغاز تحقیقات استیضاح علیه رئیس‌جمهور بیل کلینتون شده بود. این قطع‌نامه هیچ‌گونه اتهام یا مجازاتی را مشخص نکرده بود بلکه تلاش‌های ابتدایی برای استیضاح کلینتون بود که خواهان وضاحت دربارهٔ رسوایی کلینتون –لوینسکی شده بودند. انتشار این رسوایی در نهایت منجر به تلاش جدی‌تری در راستای استیضاح کلینتون در سال ۱۹۹۸ شد. در ۸ اکتبر سال ۱۹۹۸، اسمیت در حمایت از قطع‌نامه‌ای رأی داد که برای گشایش تحقیقات استیضاح کلینتون تصویب شد. او در ۱۹ دسامبر سال ۱۹۹۸، به طرف‌داری چهار ماده استیضاح کلینتون رأی داد (که تنها دو مورد از آن‌ها رأی اکثریت لازم را به‌دست‌آورد).
اسمیت با واگذارکردن کرسی مجلس نمایندگان در سال ۱۹۹۸، خود را نامزد کرسی سنای واشینگتن کرد. سپس کریس بیلی، دادستان ایالت کینگ را شکست داد تا با پتی موری، سناتور کنونی ایالات متحده روبرو شود و این تنها سومین رقابت میان دو زن بود. او در نهایت، با کسب ۵۸ در صد بر ۴۲ در صد رأی برنده رقابت شد.

## امید بین‌المللی مشترک
اسمیت در پاییز سال ۱۹۹۸، در حالی‌که عضو کنگره ایالات متحده بود، به جاده فالکند در شهر ممبئی (ممبی سابق) هند که یکی از بدترین روسپی‌خانه در جهان است، سفر کرد. چهره‌های ناامید زنان و کودکان بی‌چاره که مجبور به فحشاء شده‌اند، باعث شد تا او سازمان امید بین‌المللی مشترک (SHI)، یک سازمان غیرانتفاعی مختص به مهو قاچاق انسان را تأسیس کرد. اسمیت پس از این‌که از کنگره بازنشسته شد، وقت و انرژی خود را وقف این کار کرده‌است و در سراسر جهان سفر نموده‌است تا از قاچاق جنسی جلوگیری کرده باشد، آن‌ها را به زندگی نرمال شان باز گردانیده و عدالت را برای شان تأمین نماید.
سازمان امید بین‌المللی مشترک با استفاده از مدل جامع احیای زندگی برای بازماندگان قاچاق جنسی، سرپناه و خدمات فراهم می‌سازد. این سازمان در همکاری با سازمان‌های محلی، مراقبت‌های احیای زندگی، سرپناه، تعلیم و تربیت و آموزش مهارت‌های شغلی را در مراکز و روستاهای امید مشترک ارائه می‌کند که زنان و کودکان می‌توانند، بدون محدودیت زمانی زندگی کنند. در حال حاضر، سازمان امید بین‌المللی مشترک رهبری را در زمینه آگاهی‌دهی و آموزش، استراتژی‌های جلوگیری، مراقبت احیای زندگی، تحقیقات و تدابیر سیاست‌گذاری را برای بسیج شبکه ملی حفاظت از قربانیان فراهم می‌نماید.

### مبارزه علیه اتحاد قاچاق
به منظور ایجاد حرکت در جنبش بین‌المللی مبارزه علیه قاچاق، اسمیت همچنین نهاد جنگ علیه اتحاد قاچاق انسان (WATA) را در ماه ژانویه سال ۲۰۰۱ تأسیس نمود. نهاد جنگ علیه اتحاد قاچاق انسان همچنین تلاش‌های منطقه‌ای و بین‌المللی لازم را در راستای مبارزه علیه قاچاق جنسی هماهنگ می‌کند. در فوریه سال ۲۰۰۳، نهاد جنگ علیه اتحاد قاچاق انسان، نشست سران کشورهای جهان را با وزارت خارجه ایالات متحده سازمان‌دهی کرد؛ نشستی که رهبران غیردولتی و دولتی از ۱۱۴ کشور را گردهم آورد و تمامی این دولت‌ها تعهد پایدار خود را در راستای تعقیب قاچاق، ارائه کمک به قربانیان و ایجاد استراتژی‌های منطقه‌ای اظهار نمودند. در سال ۲۰۰۵، نهاد جنگ علیه اتحاد قاچاق انسان همراه با صندوق توسعهٔ سازمان ملل متحد برای زنان (UNIFEM) در اولین کنفرانس انجمن ملل آسیای شرقی (ASEAN) دعوت شد تا دربارهٔ تورزیم جنسی کودکان (گردش‌گری جنسی کودکان) در شرق و جنوب شرق آسیا سخنرانی کند.

### تقاضا
اسمیت و تیم او با مساعدت مالی وزارت امور خارجه ایالات متحده و همکاری اداره نظارت و مبارزه با قاچاق انسان در راستای انجام تحقیقات در جامائیکا، هلند، ژاپن و ایالات متحده کار کرده‌اند تا مدل تجارتی مختلط قاچاق جنسی را افشاء نموده و خریدارانی که باعث افزایش تقاضا می‌شوند و قاچاقچیان جنسی که قربانیان را به تقاضا کنندگان عرضه می‌کند، در معرض دید مردم قرار دهند. این تحقیق وسیع، باعث انتشار گزارش و مستندات سازمان امید بین‌المللی مشترک در سال ۲۰۰۷ شد.

## حضور در رسانه‌ها/انظار عمومی
اسمیت به عنوان یک متخصص و کارشناس در زمینه قاچاق، در نشست‌ها و جلسات متعدد رهبری کنگره و در مجامع ملی و بین‌المللی از قبیل؛ کنفرانس جهانی در مورد قاچاق، جلسات رهبری کنگره دربارهٔ قانون بین‌المللی خشونت علیه زنان در کنار سفیر میلانی ورویر و نیکول کیدمن، سفیر حسن نیت صندوق توسعهٔ سازمان ملل متحد برای زنان و کمیسیون ریاست جمهوری دو جانبه آمریکا- روسیه سخنرانی کرده‌است. اسمیت در کمیسیون رهبری هلسنکی در سال ۲۰۰۶، دربارهٔ استفاده جنسی از تجارت کودکان در آمریکا شهادت داد. اسمیت در رسانه‌ها و برنامه‌های تلویزیونی متعددی همچون؛ سی‌ان‌ان (CNN)، ام‌اس‌ان‌بی‌سی (MSNBC)، یواس‌ای تودی (USA Today)، دن رادر ریپورتس (Dan Rather Reports)، ای‌بی‌سی نیوز (ABC News)، برنامه دکتر فِل (the Dr. Phil Show)، آوریلی فکتور (O'Reilly Factor) و سی‌بی‌ان (CBN) ظاهر شده و صحبت کرده‌است. او جایزه سوروپتیمیست ۲۰۱۰: ایجاد تفاوت در زندگی زنان ۲۰۱۰ را به‌دست‌آورد. همین‌گونه اسمیت جایزه سوروپتیمیست ربی: همکاری زنان برای زنان را نیز دریافت کرد. اسمیت و فعالیت‌های او در رسانه‌ها و مجلات خبری سراسر جهان، از جمله؛ نیویورک تایمز، انجمن امور جهانی فلچر، بررسی بین‌المللی حقوق جزاء و بررسی حقوق دانشگاه ریجنت، منتشر شده‌است.

## تاریخچه الکتورال
- رقابت ۱۹۹۸ برای سنای ایالات متحده
  - پتی موری (D) (inc.)، ۵۸٪
  - لیندا اسمیت (R)، ۴۲٪

| مجلس نمایندگان ایالات متحده آمریکا | مجلس نمایندگان ایالات متحده آمریکا                                      | مجلس نمایندگان ایالات متحده آمریکا |
| ---------------------------------- | ----------------------------------------------------------------------- | ---------------------------------- |
| پیشین: Jolene Unsoeld              | عضو خانه نمایندگان ایالات متحده از حوزه انتخابیه سوم واشینگتن ۱۹۹۵–۱۹۹۹ | پسین: Brian Baird                  |
| مناصب احزاب سیاسی                  |                                                                         |                                    |
| پیشین: Rod Chandler                | نامزدان جمهوری‌خواه برای سنای U.S. از واشینگتن (کلاس 3) 1998             | پسین: George Nethercutt            |